# 마약

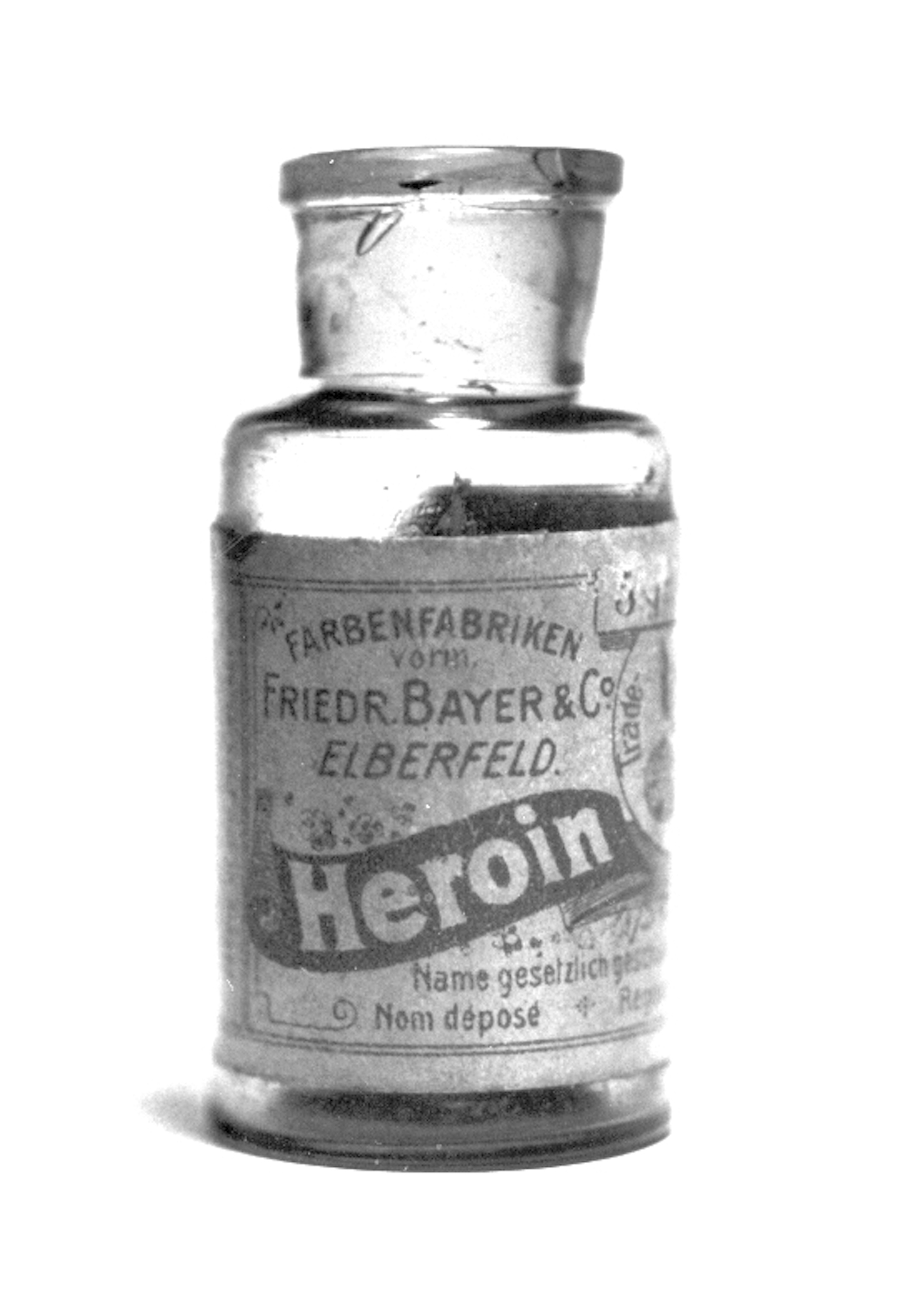
마약의 일종인 헤로인.

마약(痲藥, 영어: narcotic drug, drug)은 향정신성 의약품의 일종이다.
좁은 의미로는 환각과 중독을 일으키는 알칼로이드만을, 즉 "아편만이 진정한 의미에서 마약이다."라고 말해진다.
일반인들은 주로 마약이란 단어를 거의 대부분의 향정신성 약품 및 중독성이 있는 알칼로이드 모두를 일컫는 말로 사용한다
대한민국에서는 관례적으로 인간의 중추신경계에 작용하는 물질으로서, 사용할 경우 인체에 심각한 위해가 있다고 인정되는 물질로 분류되지 않은 민간제조약과 향정신성의약품, 대마 등을 뜻하며, 이들은 거의 대부분 진정쌍떡잎식물군에 속한 식물이기도 하다. 
일부 국내에서 마약으로 분류된 물질 중에서는 환자의 고통을 줄이는 등 의학적인 목적으로도 쓰인다. 
하지만 일반인이 마약을 복용할 경우 중독 증상에 신체 손상을 일으키게 되고, 심하면 사망을 유발하게 되므로 마약 및 항정신성의약품의 복용은 크게 제한되어있다.
게다가 마약을 복용하면 범죄가 발생할 가능성이 크기 때문에 법으로 엄격하게 통제하고 있다. 
대한민국에서는 마약류 관리에 관한 법률을 통해 관리하고 있다. 
대한민국이 대외적으로 마약 청정국의 이미지를 강조하지만 최근 인터넷 등을 통하여 2030세대에서의 마약 구입이 급증하고 있다.
마약류 사범은 중독성이라는 특수성으로 인하여 단속과 처벌만으로는 한계가 있어 "처벌보다는 치료가 필요하다"는 원칙에 입각하여 치료보호제도 및 치료명령제도 등을 실시하고 있지만 높은 재범률로 인하여 "일반 형사사건들과는 다른 시각을 가지고 접근해야 한다"는 주장이 있다.

## 역사
최초의 마약은 그리스의 의사 갈렌이 만든 마비와 감각 상실을 유발하는 약이었다. 갈렌은 이 약을 맨드레이크 뿌리, 알테쿠스(에클라타), 씨앗, 양귀비차를 마약의 재료로 하여 제작했다고 알려져있다. 
마약은 아토피오이드 수용체와 결합하는 물질로 정의할 수 있다.
마약은 본래 고통을 줄이고, 감각을 둔하게 하거나, 수면제 같은 역할을 하는 모든 약품을 일컫는 말이었다. 하지만 지금의 마약은 여러 가지 방법으로 사용되고 있다.
마약의 첫 사용은 1600년이지만 마약은 1926년에 공식적으로 기록되었다. 
마약의 종류는 다양하다. 마약의 가장 일반적인 두 가지 형태는 모르핀과 코데인이며, 통증을 줄이기 위해 아편의 염기로 만들어진 합성 마약은 펜타닐, 옥시코돈, 트라마돌, 페티딘, 하이드로코돈, 메타돈, 하이드로모르폰등 이 존재한다.

미국에서 마약은 아편, 아편 유도체를 가리킨다.

## 종류
중추신경계에 작용하면서 오용하거나 남용할 경우 인체에 심각한 위해가 있다고 인정되는 약물을 의미한다. 
같은 종류의 약물이라도 약물에 따라 작용부위 및 작용기전이 달라 다른 효과를 나타내기도 하여 여러 분류에 속하는 경우도 있다.

### CNS(중추 신경계) 흥분제
흥분제로 중추 신경계(이하 CNS)를 흥분시켜 감각 및 운동기능을 항진시키는 약물이다.
소량 투여시 정신이 명료해지고 기분이 약간 고양되며 심장이 빨리 뛰고 혈압이 올라간다.
과량 투여시 환각 및 다행감 또는 신경이 예민해져 불안감을 유발하여 반사회적이고 폭력적인 양상을 띄게 된다.
기분 고조로 인해 주관적으로는 강해진 것 같고 우월감을 느끼게되며 객관적으로는 말이 많아지고 초조해하며 불안해지고 과민상태가 된다.
- 코카인 : 코카인에 들어있는 알칼로이드이다. 한 때 코카콜라에 들어간 적이 있으며 (지금도 코카콜라 특유의 풍미를 유지하기 위하여 코카 잎 추출물을 사용한다. 코카인 성분은 제거되었으나 이는 풍미 향료로 사용된다.)진통제로 쓰인 적이 있다.
- 암페타민 : 대표적인 메스암페타민제제인 필로폰, 주의력결핍과잉행동장애의 치료 약물로 쓰이는 덱스트로암페타민 등이 있다.
- 모노아민 : 까트에 들어있다. 암페타민과 비슷한 효과를 내는 성분이다.
- 메틸페니데이트 : 주의력결핍과잉행동장애의 치료 약물로 쓰이는 콘서타 등이 있다.
- 니코틴 : 담배에 들어있어 의존성을 유발한다.
- 카페인 : 커피에 들어있으며 청량음료, 이온음료 및 피로회복제에 들어간다.
- 잔틴 : 초콜릿에 들어있다.

### 중추신경억제제
진정제로 중추신경을 억제시키며, 진통 효과가 있다.
- 헤로인 : 모르핀을 아세틸화하여 만든 합성 물질이다.
- 라벤더 : 진정제의 특징이 있다.
- 모르핀 : 아편에 들어있는 알칼로이드이다.
- 바비트레이트산염 : 진정 및 항 경련 효과가 있다.
- 벤조디아제핀 : 신경안정의 효과가 있다.
- 알코올 : 행동을 억제하는 신 피질을 억제, 판단력의 저하(탈 억제)를 가져온다.
- 덱스트로메토르판 : 대표적으로 러미라로 알려진 진해거담제에 들어있는 아편계열 알칼로이드이다.
- 펜타닐 : 헤로인보다 몇 배나 더 강한 합성 물질이다.

### 환각제
시각과 촉각 및 청각 등의 감각을 왜곡하여 지각과정에 영향을 미친다. 
어떤 사람은 기분 좋은 상태로 느끼는 반면 불쾌감, 우울함을 느끼는 사람도 있다.
- LSD : 플래시백 현상이 나타난다.
- 펜시클리딘 : 방향감각을 상실케 하며, 혼수상태에 빠지게 한다.
- 뷰테인, 본드, 벤젠, 폴리페놀, 타닌, 톨루엔 : 몸을 녹이게 하는 느낌에 빠지게 한다. 본드의 경우 뇌세포를 파괴하며, 질식사할 수 있어서 매우 위험한 환각제이다.
- 엑스터시 : 정신착란과 사망에 이르게 한다.
- 유칼립투스 : 유칼립투스오일에 중독성은 상복부 작열감, 오심, 구토, 현기증, 무기력, 피부창백, 맥박이 가늘고 빨리 뛰며 의식몽롱기면증이 있으며 심할 때는 일시적으로 정신착란과 경련을 일으킨다. 또한 유칼립투스잎에는 항히스타민제가 들어있어 오스트레일리아에서는 코알라가 유칼립투스 잎을 먹고 무려 18시간에서 많으면 24시간 잠에 취해 있다고 한다.
- (바니 스테리오 포시스 카피) (야혜) : 아와야스카라는 강력한 환각물질을 가지고 있다.

## 나라별 법률

### 대한민국 법률상 마약
현재 대한민국 법률 '마약류 관리에 관한 법률'에 따르면 마약류는 마약, 향정신성의약품, 대마를 뜻한다.
마약은 양귀비, 아편, 코카잎 및 그의 알칼로이드와 화학적 합성품을, 향정신성의약품은 인간의 중추신경계에 작용하여 오남용시 심각한 위해를 끼칠 수 있는 물질을 뜻하며 대마는 대마초{칸나비스 사티바 엘(Cannabis sativa L.)}와 그 수지(수지) 및 대마초 또는 그 수지를 원료로 하여 제조된 모든 제품을 말하나, 대마초의 종자(종자)·뿌리 및 성숙한 대마초의 줄기와 그 제품은 제외한다고 규정하고 있다. 아편을 제외한 마약은 마약류관리법에서 다루나 아편은 형법에서 규정 중이다.
1. 코카인
2. 크랙 코카인
3. 메틸페니데이트 (리탈린)
4. 에페드린
5. MDMA (엑스터시)
6. 메스칼린 (선인장)
7. LSD

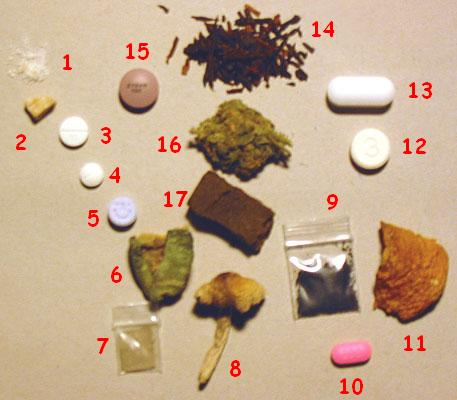
마약류 등

8. 실로시빈 버섯 (Psilocybe cubensis)
9. 살비아 디비노룸
10. 디펜히드라민 (베나드릴)
11. 광대버섯
12. 타이레놀 3 (코데인 함유)
13. 코데인 (근 이완약 포함)
14. 파이프 담배
15. 암페부타몬 (자이반)
16. 대마초
17. 하시시

### 일본의 법률상 마약
일본에서 마약과 관련된 형법 조항은 마약 혹은 향정신약 단속법', '대마단속법', '아편법', '각성제 단속법'의 4가지 법률로 세분되어 있다. 대마초의 경우 5년에서 10년 이하의 징역, 200만~300만 엔의 벌금이 부과되며, 각성제 종류나 헤로인에 대해서는 무기징역까지도 내릴 수 있었다.

### 중화인민공화국 형법상 마약 처벌
중화인민공화국에서 마약과 관련된 형법 조항은 형법 347조인데, 50g 이상의 마약을 제조 판매했을 때 15년 이상의 징역, 최고 사형까지 선고된다. 특히 1kg 이상의 마약을 유통하다 적발되면 예외 없이 사형을 선고한다.

### 독일의 마약 규제
독일의 경우 스스로 마약을 사용하고 그로 인해 발생하는 건강 침해에 대해서는 형법상 처벌이 불가능하다. 그러나 이러한 소비를 위해 무허가로 마약을 소지하는 것은 마약법 제29조 제1항에 의해 처벌 대상으로 규제한다.

### 미국의 마약성 약물 규제
미국 정부는 의료계에서 사용되는 마약성 약물을 5가지 항목으로 분류하여 관리한다.
1. 남용가능성이 높고 의학적 사용이 승인되지 않은 약물이다. 아편의 일부 유도체(헤로인), 마리화나, 합성 아편제, 환각제 등이다.
2. 남용가능성이 높으나 의학적 사용이 허가된 약물이다. 일부 아편제제, 암페타민(ADHD 치료제의 성분), 합성마약류, 코카인 등이다. 응급의학에서 사용하는 약물로는 모르핀과 메페리딘이 있다.
3. 남용가능성이 낮고 의학적 사용이 승인된 약물이다.일부 마약 성분이 함유되어 있다. 예로는 코데인, 곧 다른 진통제의 진통 효과를 상승시키기 위해 사용하는 일반적인 마약이다. 이 혼합물을 사용한 예는 코데인 함유 아세트나미노펜이다.
4. 남용가능성은 낮으나 신체적, 정신적 의존성을 일으킬 수 있는 약품이다. 바륨이 들어간 항우울제, 흥분제 및 진정제가 이에 속한다.
5. 남용가능성이 가장 낮은 약품이다. 코데인을 함유한 진해제, 아편을 함유한 지사제 등이 이에 속한다.

## 같이 보기
- 오피오이드
- 마약과의 전쟁
- 대한민국의 마약
- 분류:마약을 소재로 한 영화